# Scrum (rugby)

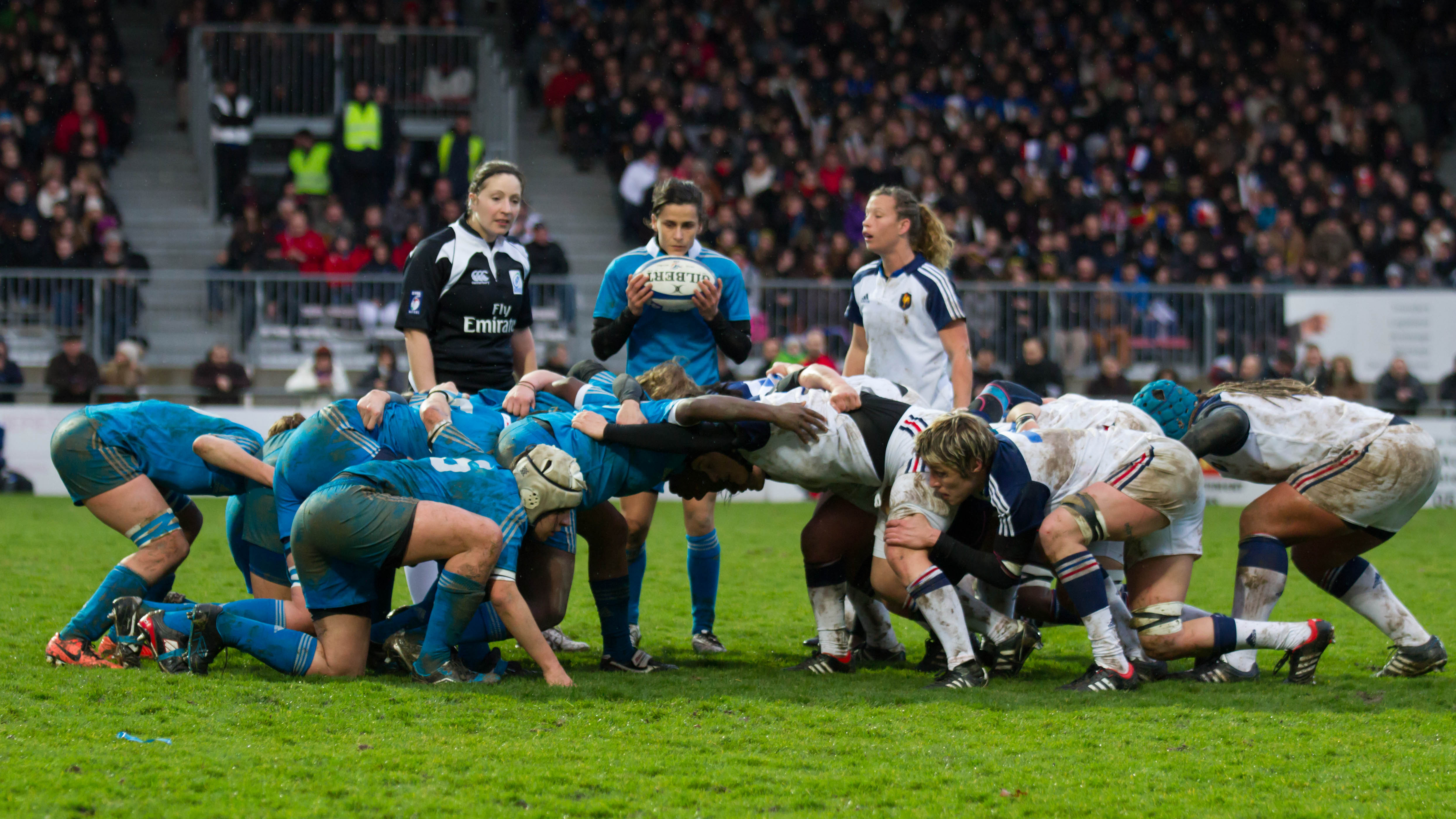
Jogadoras de rugby em formação de scrum.

O Scrum (pron. [skrʌm]) é um método de reinício de jogada no rugby, onde os jogadores dos dois times se juntam com a cabeça abaixada e se empurram com o objetivo de ganhar a posse de bola, o termo deriva da palavra inglesa scrimmage que significa escaramuça. O scrum pode ser usado para a cobrança de penalidade (no rugby league pode ser usado para cobrança de lateral). No futebol americano, a linha de scrimmage é derivada do scrum.
No rugby union, o scrum é formado pelos 8 jogadores avançados do time formando 3 linhas na formação 3-4-1, no rugby sevens apenas 3 jogadores se formam em uma única linha, no rugby league de 8 jogadores em 3 linhas na formação 3-2-3.